# Давидян, Людвиг Карапетович
Людвиг Карапетович Давидя́н (род. 1935) — советский, российский скульптор, Заслуженный деятель искусств Республики Карелия (2000).

## Биография
Родился в семье фотографа. В школьные годы занимался в кружке скульптуры Бакинского дворца пионеров.
С 1967 года, после окончания Ленинградского высшего художественно-промышленного училища им. В. Мухиной, живёт и работает в Петрозаводске.
В 1971 году принят в Союз художников СССР. В 1973 году удостоен Государственной премии Карельской АССР за создание мемориального комплекса «Братская могила и Могила Неизвестного Солдата с Вечным огнём Славы» на площади Ленина в Петрозаводске (в соавторстве со скульптором Э. Акуловым и архитекторами Э. Воскресенским и Э. Андреевым).
Лауреат республиканской премии «Сампо».
Выставки:
- Карелия с 1968 года
- Всесоюзные (СССР) — 1970, 1977, 1979, 1983
- Всероссийские (РСФСР) — 1970, 1974, 1977, 1979, 1983, 1985
- Ленинград — 1972, 1980
- Международные — Финляндия, Германия

## Некоторые работы Людвига Давидяна

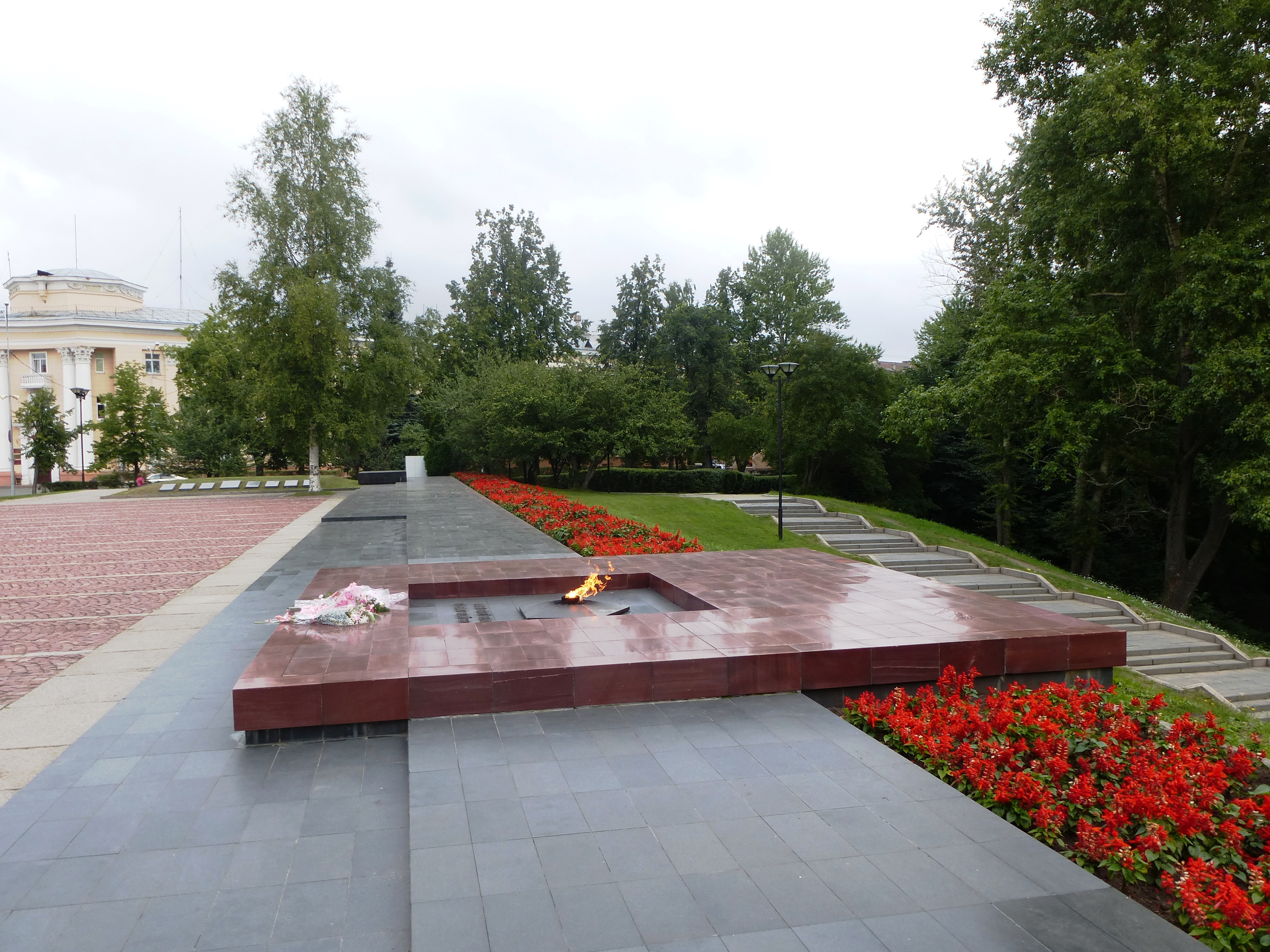
Мемориал «Могила Неизвестного Солдата»
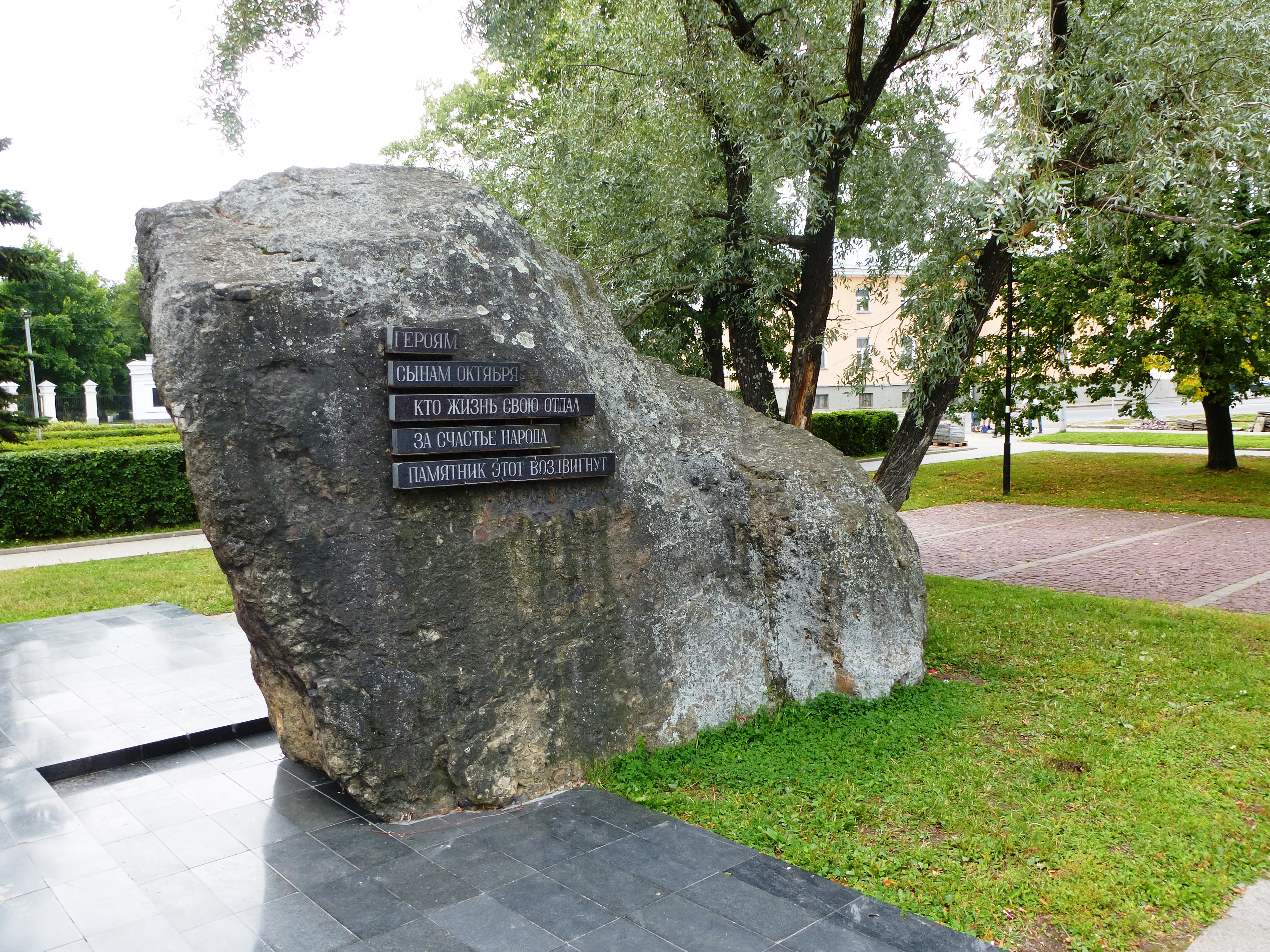
Фрагмент мемориала. Памятный камень
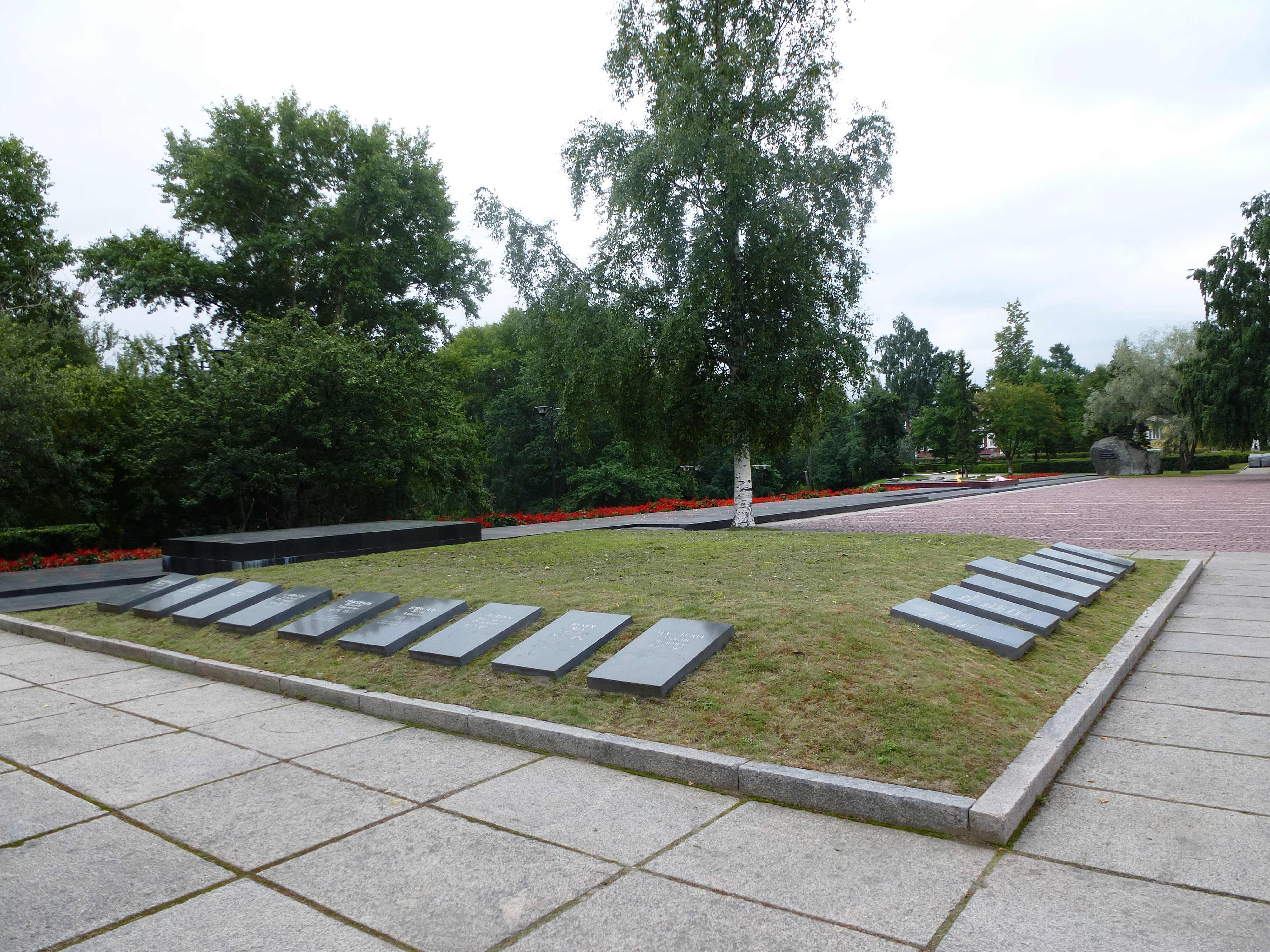
Фрагмент мемориала. Братская могила
Памятник М. И. Калинину в Петрозаводске
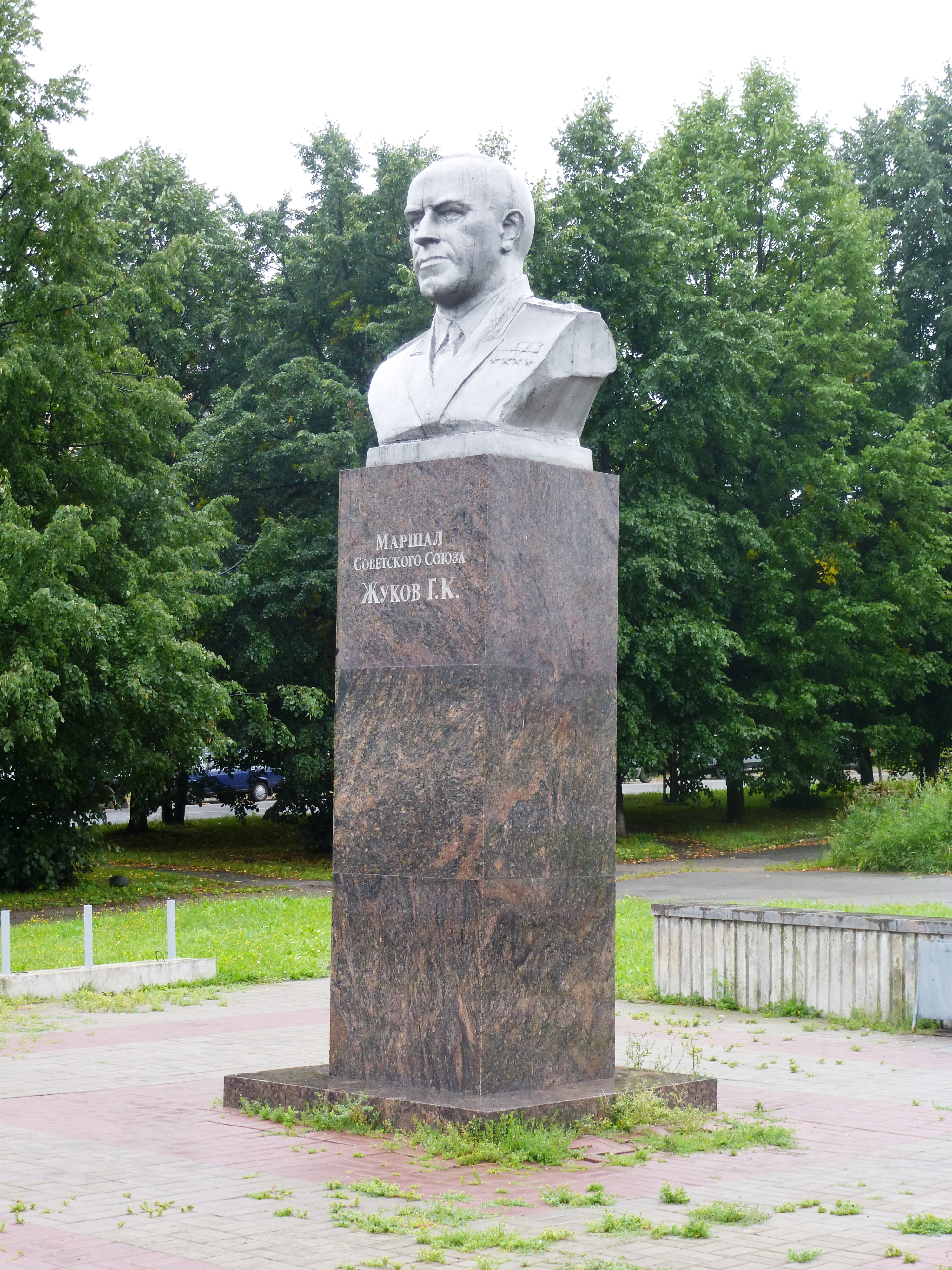
Памятник Г. К. Жукову в Петрозаводске
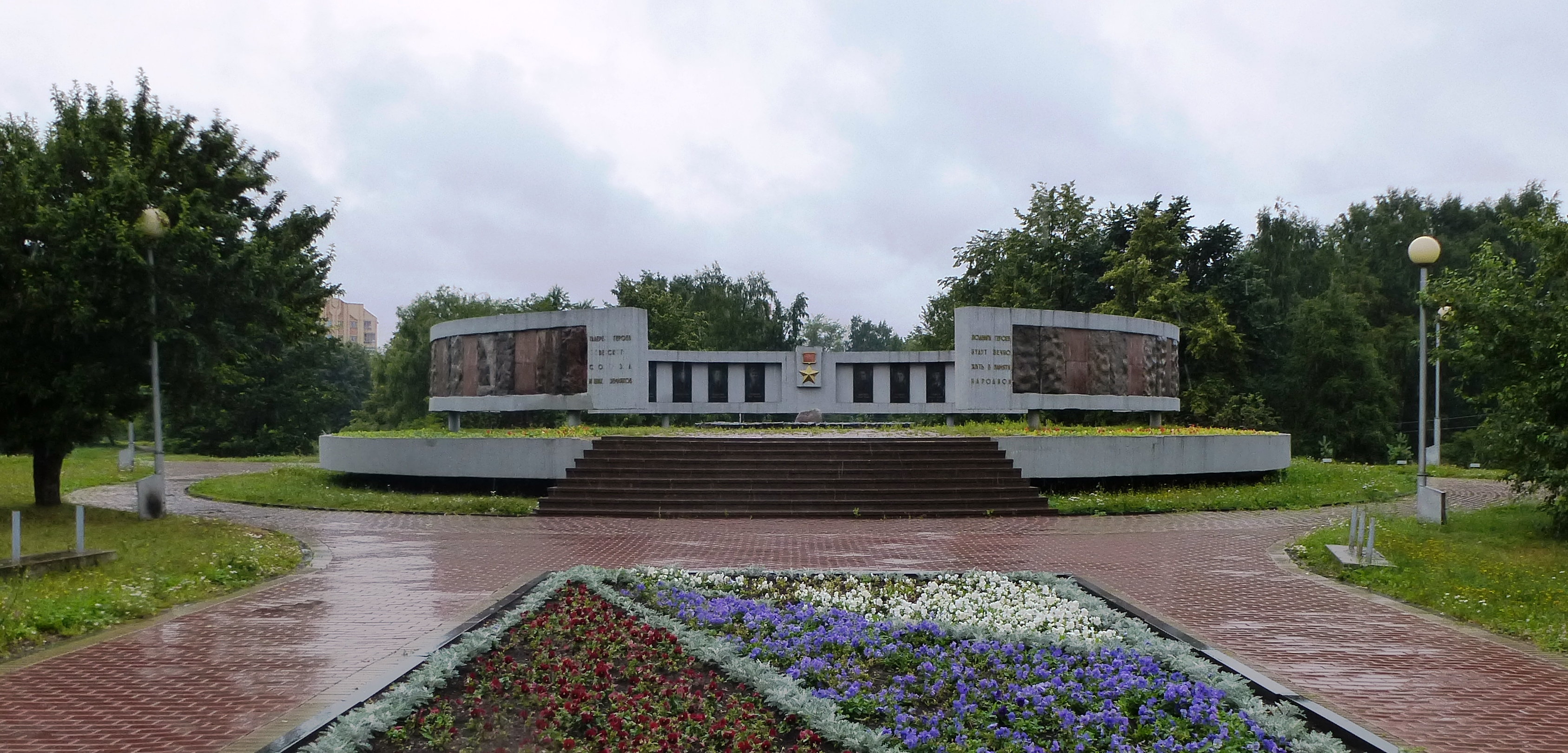
Галерея Героев уроженцев Карелии

## Семья
Дочери — Сусанна, Светлана, Сара.